# Mutisia clematis
Mutisia clematis là một loài thực vật có hoa trong họ Cúc. Loài này được L.f. mô tả khoa học đầu tiên.